# 1945 في الصين
فيما يلي قوائم الأحداث التي وقعت خلال عام 1945 في الصين.

## سياسة

### تعيين في المنصب
- 19 يونيو – ماو تسي تونغ رئيس الحزب الشيوعي الصيني،رئيس اللجنة العسكرية المركزية حزب الشعب الصيني  [لغات أخرى]‏.

## مواليد

### يناير
- 15 يناير – فيكتور فونغ رائد أعمال صيني.
- 25 يناير – فيليب تشن

### يونيو
- 7 يونيو – أنثوني زي عالم أمريكي.

### أكتوبر
- 9 أكتوبر – سوفي ليو

### نوفمبر
- 1 نوفمبر – ليو يان دونغ سياسية صينية.

## وفيات

### فبراير
- 21 فبراير – إريك هنري ليدل (مواليد 1902)

### أبريل
- 16 أبريل – ويلي فونغ (مواليد 1896) ممثل صيني.